# Akuila Nagadru
Akuila Nagadru es un deportista fiyiano que compitió en judo. Ganó dos medallas de bronce en el Campeonato de Oceanía de Judo en los años 2003 y 2004.

## Palmarés internacional
| Campeonato de Oceanía | Campeonato de Oceanía | Campeonato de Oceanía | Campeonato de Oceanía |
| Año                   | Lugar                 | Medalla               | Categoría             |
| --------------------- | --------------------- | --------------------- | --------------------- |
| 2003                  | Suva (Fiyi)           | Medalla de bronce     | –90 kg                |
| 2004                  | Numea (Francia)       | Medalla de bronce     | –90 kg                |